# Araguaia (Marechal Floriano)
Araguaia é um distrito do município brasileiro de Marechal Floriano, no interior do estado do Espírito Santo. Segundo o censo demográfico de 2022, realizado pelo Instituto Brasileiro de Geografia e Estatística (IBGE), sua população era de 2 613 habitantes e havia 931 domicílios particulares permanentes ocupados.

## História e descrição

Arredores da Estação de Araguaia em 1906

Foi povoado inicialmente sobretudo por imigrantes italianos entre o final do século XIX e começo do século XX, mas também recebeu poloneses, austríacos e indígenas. O distrito foi criado pela lei municipal nº 39 de 21 de dezembro de 1900, então pertencente a Domingos Martins. Passou a pertencer a Marechal Floriano pela lei estadual nº 4.571 de 30 de outubro de 1991, com a emancipação do município.
A localidade era atendida por uma ferrovia, a Linha do Litoral da Estrada de Ferro Leopoldina, que ligava Vitória e Vila Velha ao estado do Rio de Janeiro. O ramal possibilitava o transporte de pessoas até a década de 1980, quando o trem de passageiros deixou de operar. Da via férrea foi preservada a Estação de Araguaia, que virou atrativo turístico após ser desativada. Outro marco do distrito é o Museu Casa Rosa, que foi inaugurado em uma edificação datada de 1900 com o objetivo de preservar itens da cultura italiana.